# Basteja w Tarnowie
Basteja w Tarnowie (lokalnie nazywana półbasztą) – renesansowa budowla obronna, przykład murowanej, szesnastowiecznej bastei w systemie obronnym dawnego Tarnowa. Obiekt wraz z murami obronnymi jest częścią systemu miejskich fortyfikacji.

## Historia
Pierwsze wzmianki o istnieniu murów miejskich w Tarnowie pochodzą z 1448 roku. Cały system obronny miasta przebudowany został w latach 1513–1544, w okresie narastającego poczucia zagrożenia agresją turecką. Od 1514 roku prace były współfinansowane i nadzorowane przez Jana Tarnowskiego – ówczesnego właściciela Tarnowa, wybitnego znawcy sztuki fortyfikacji. Rozbudowa murów polegała między innymi na postawieniu przedmurza oraz wzmocnieniu go bastejami wieżowymi.

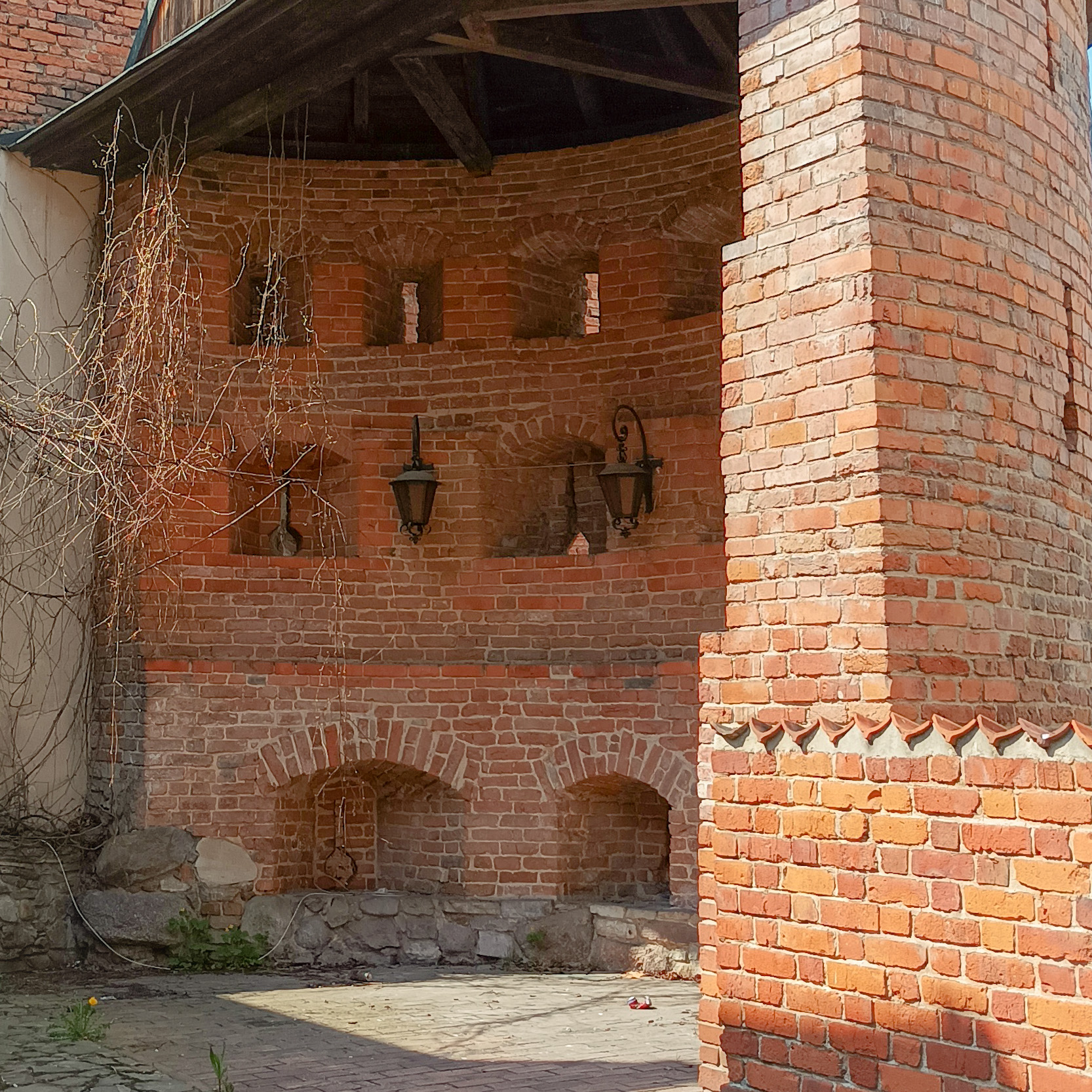
Widok bastei od strony międzymurza

Budowę bastei najprawdopodobniej sfinalizowano w 1521 roku, kiedy zakończył się pierwszy etap modernizacji miejskich fortyfikacji. Powstała z myślą o nowym sposobie obrony murów miejskich, opartym na broni palnej. Została starannie zaprojektowana z wykorzystaniem najnowszej wiedzy artyleryjskiej i obliczeń balistycznych, jako stanowisko ogniowe artylerii prowadzącej wachlarzowo ogień czołowy i skrzydłowy.
Zadaniem bastei była obrona północnego odcinka murów miejskich. Usytuowana była na wygiętym półkoliście odcinku linii obronnej, przed podwójną linią murów znajdował się pas umocnień ziemnych i fosa napełniona wodą. Teoretycznie basteja miała dużą wartość obronną, nie wiadomo, czy była wykorzystywana. W 1537 roku po raz pierwszy w księgach miejskich odnotowano wydatki na proch i saletrę. W 1555 roku miasto na uzbrojeniu posiadało działa oraz wielkie i małe hakownice.
Pod koniec XVIII wieku, w związku z rozwojem techniki wojennej, obiekt utracił znaczenie militarne. Około 1790 roku rozpoczęto planowe, sukcesywne wyburzanie murów miejskich i budowli obronnych. W 1836 roku władze Tarnowa przeznaczyły teren po rozebranych północnej części fortyfikacji miasta pod zabudowę. Relikty bastei wchłonęła zabudowa.
W latach 1967–1969, po rozebraniu przylegających do jej resztek przybudówek, obiekt został zrekonstruowany na podstawie osiemnastowiecznej ilustracji. W międzymurzu sąsiadującym z jej wnętrzem przez długie lata działał ogródek kawiarniany. W 2009 roku wzmocniono fundamenty budowli oraz naprawiono spoiny w ścianach. W 2018 roku wyburzono kamienicę zasłaniającą basteję od strony ulicy Wałowej, zaś sam zabytek poddano konserwacji. Plac przed basteją zagospodarowano tworząc zakątek nazwany imieniem Spycimira Leliwity, upamiętniający zasługi założyciela miasta.
Półbaszta jest elementem miejskiego szlaku tematycznego „Średniowieczne mury Tarnowa”, wytyczonego w 2011 roku.

## Opis

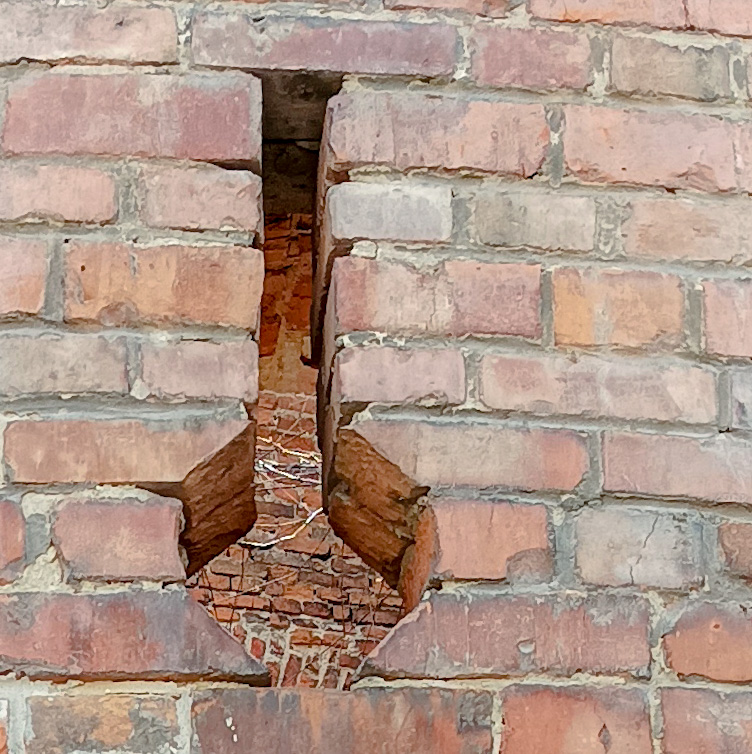
Ambrazura o wykroju kluczowym na najniższej kondygnacji bastei

Basteja stoi w zaułku Spycimira Leliwity, znajdującym się u zbiegu ulic Wałowej i Basztowej na tarnowskiej Starówce.
Budowla jest wczesną odmianą bastei wieżowej, elementem miejskiej architektury obronnej epoki renesansu. Zbudowano ją na planie półkola, ma 6 m wysokości. Wysunięcie jej poza lico muru dało możliwość objęcia ostrzałem szerokiego przedpola. W przyziemiu wymurowana została z kamieni narzutowych i piaskowca, w wyższej partii z cegły. Mury bastei są lekko nachylone do wewnątrz, dzięki temu pociski uderzały w jej mur z mniejszą siłą. Mury przy podstawie mają grubość ok. 1 m, na każdej wyższej kondygnacji wymiar ten się uskokowo zmniejsza. Basteję wieńczy dach w kształcie połowy stożka pokryty blachą miedzianą.
Budowla jest otwarta od strony międzymurza, co pozwalało na prowadzenie ognia bez obawy przed zatruciem dymem prochowym. Wnętrze bastei ma trzy poziomy obronne. Otwory strzelnicze (ambrazury) rozmieszczono wachlarzowo, na przesuniętych względem siebie osiach na poszczególnych poziomach. Ich ukośne uformowane ościeża od strony wewnętrznej (glify) pozwalały zwiększyć pole ostrzału. W najniższym rzędzie znajduje się 4 strzelnice dla cięższych dział, w środkowym 5 strzelnic dla nieco lżejszej broni, a na górnym poziomie 8 strzelnic dla ręcznej broni palnej. Na dwóch dolnych kondygnacjach są to otwory strzelnicze o wykroju kluczowym (koliste z wąską szczeliną obserwacyjno-celowniczą u góry), a na najwyższym poziomie otwory szczelinowe. Pole ostrzału bastei miało kształt wachlarza.
Drewniana konstrukcja z pomostami dla załogi bastei nie zachowała się.